# Списък на необичайни смъртни случаи
Тази статия предлага списък с необичайни смъртни случаи – при уникални или изключително редки обстоятелства – записвани през историята на човечеството. Списъкът съдържа също и не толкова редни, но все пак необичайни смъртни случаи на известни хора.

## Античност
Много от тези случки са предполагаеми (не са доказани)!
- 458 г. пр. Хр. – Есхил, гръцки драматург, е убит, когато орел пуска жива костенурка върху плешивата му глава, смятайки я за камък. Костенурката оживява! Сведенията за неговта смърт дължим на Валерий Максим и Плиний Стари, според които Есхил загива, когато орел изпуснал костенурка върху голата му глава, приемайки я за камък (някои орли наистина се хранят с костенурки, чупейки ги в твърди предмети). Тази предполагаема версия за неговата смърт е малко съмнителна, тъй като и двамата автори живеят много след смъртта на Есхил.  Архив на оригинала от 2022-10-18 в Wayback Machine.
- 430 г. пр. Хр. – Емпедокъл, гръцки философ, тайно скача в действащ вулкан (Етна). Според Диоген Лаерций философът е сторил това, за да докаже на хората от своето време, че е въздигнат от боговете на Олимп. Митът за неговата смърт твърди, че за да бъде запомнен като бог, Емпедокъл една вечер организира огромен пир в подножието на вулкана Етна, но докато приятелите му се забавляват, той незабелязано се измъква и сам се хвърля в кратера. Един вид – живя като бог и просто изчезна като бог, без следа.
- 272 г. пр. Хр. – Според Плутарх Пир – владетел, от когото произлиза израза „пирова победа“ (победа с много жертви, безсмислена победа), умира в малка градска битка в Аргос, когато стара жена хвърля керемида върху главата му, зашеметява го и позволява на другите войници да го довършат.
- 270 г. пр. Хр. – Според слуховете Пилат от Кос, александрийски поет, се ядосал и умрял от безсъние докато размишлявал над Парадокса на лъжеца.
- 207 г. пр. Хр. – Вярва се, че Хризип, гръцки философ стоик, е умрял от смях докато гледал как пияното му магаре се опитвало да яде смокини.
- 53 г. пр. Хр. – Марк Лициний Крас, римски пълководец, участвал в Първия триумвират, е екзекутиран като в гърлото му бива излято разтопено злато след загубата му при Кархае, докато е в ръцете на партите. Според някои древни източници главата му след това бива отрязана и използвана като реквизит за сцените, представяни пред партския цар Ородес II.
- 4 г. пр. Хр. – Ирод Велики страда от треска, силен обрив, болки в гърба, възпаление на корема, загниване на гениталите, което довело до поява на червеи, гърчове и трудности при дишането. След всичко това той издъхва. Подобни симптоми – коремни болки и червеи – са причина и за смъртта на внука му Ирод Агрипа, след като залавя Св. Петър. Често смъртта на двамата се смята за изпратено от Бог наказание.
- 64 – 67 г. сл. Хр. – Свети Петър е екзекутиран от римляните. Според много източници той пожелава да бъде разпнат на кръст, но на Обърнат кръст. Той казва, че не е достоен да бъде разпнат по същият начин като Исус Христос. Този вид разпъване се случва само веднъж.
- 81 г. – Според библейския Талмуд (сборник от закони, предписания и др.) насекомо влиза в носа на римския император Тит и кълве мозъка му цели седем години. Той скоро разбира, че когато някой ковач удря с чука си, болката отслабва. Затова нарежда на един ковач да чука до него постоянно, но скоро ефектът изчезва и насекомото продължава да гризе. Когато той умира, отварят черепа му и виждат, че насекомото е достигнало размерите на птица. Талмудът го тълкува като божие наказание, за начина, по който императорът разрушава еврейския храм в Йерусалим. Истории за неговата смърт могат да се открият и в християнски източници.
- 98 г. – Свети Антипа, епископ на Пергам, бива изпечен до смърт в метален бик по време на гоненията на римския император Домициан.
- 232 г. – Теофа, жена на гърка Антим, който е бил ковач, е починала, вследствие на масова оргия, в която е участвал и мъжът ѝ. Така и не е успяла да излекува херпеса в областта на ануса си, предизвикан от инфекция.
- 258 г. - Свети Лаврентий бива изпечен „на грил“ върху голяма скара в Рим. Често той е изобразяван с предмета на своето убийство. Според легендата светецът е толкова смел и издръжлив, че преди да умре, не дава информация на римляните за църквата, а извиква „Manduca, iam coctum est“ („Яж, защото е добре приготвено.“).
- 260 г. – След като бива победен и заловен от персите, римският император Валериан е използван като табуретка за крака от цар Шапур I. След дълъг период, включващ много наказания и унижение, Шапур нарежда императорът да бъде одран жив и кожата му да се напълни със слама или тор, за да бъде съхранена като трофей.
- 336 г. – Арий, основоположник на арианството, изпуска газове толкова силно, че изкарва вътрешните си органи.
- 415 г. – Ипатия от Александрия, гръцки математик и езически философ, е убита от тълпа, която издира чрез остри черупки от морски животни до кост, а останалото от нея бива изгорено.

## Средновековие
- 1016 – една от легендите за смъртта на Едмънд II гласи, че е бил намушкан с меч в ануса.
- 1135 – смята се, че Хенри I е починал, след като е преял с миноги.
- 1258 – халиф Ал-Мустасим бива увит в черга и стъпкан до смърт от няколко коня по заповед на хан Хулегу, който не искал да пролива царска кръв.
- 1277 – папа Йоан XXI загива, след като научната му лаборатория се срутва върху него, докато прави опити.
- 1322 – докато прекосява мост по време на битката за Броубридж, лорд Хъмфри де Боун бива промушен през ануса от копиеносец, скрит под моста.
- 1327 – докато е в затвора, Едуард II е екзекутиран чрез промушване с нажежен меч през ануса.
- 1410 – Мартин Арагонски умира вследствие на смъртоносна комбинация от необуздан смях и стомашно разстройство.
- 1478 – Джордж Плантагенет, херцог на Кларънс, е екзекутиран чрез удавяне в бъчва с вино, по собствено нареждане.
- 1514 – Дьорд Дожи, водач на селско въстание в Унгария, е екзекутиран по особено мъчителен начин – завързан за нагорещен железен трон, с нагорещени желязна корона на главата и скиптър в ръка. Докато трае мъчението, 4 озверели от глад селяни го разкъсват и изяждат.

## Ренесанс
- 1556 – моголският император Хумаюн слизал от покрива на библиотеката си, след като наблюдавал Венера рано сутринта. Докато слизал, той чул т.нар. муазаан – вик, призоваващ към молитва. Като го чул, Хумаюн се поклонил, но единият му крак застъпил дългите му дрехи, докато се покланял, и той паднал от покрива. Умрял след 3 дни на възраст 47 години.
- 1559 – крал Анри II участвал в рицарски двубой и пиката на съперника му се ударила в шлема му. Върхът ѝ се натрошил и огромно дървено парче минало през решетката на шлема, което пробило окото му и се забило в мозъка му. Анри умрял няколко дни по-късно в агония.
- 1599 – бирманският цар Нанда Байин умрял от смях, след като италиански търговец му казал, че Венеция е свободна държава без крал.
- 1601 – според една от легендите, знаменитият астроном Тихо Брахе умрял, след като пикочният му мехур се пръснал по време на банкет. Понеже било проява на изключително неуважение към домакините да се напусне масата, преди да е свършила вечерята, Тихо Брахе се стискал, докато накрая мехурът му не издържал.
- 1626 – Франсис Бейкън умрял от пневмония. Той се разболял, докато пълнил пиле с лед, за да докаже, че замразяването запазва храната годна за консумация за по-дълго време.
- 1660 – шотландският аристократ Томас Урхарт умрял от смях, след като научил, че Чарлз II е дошъл на власт.
- 1671 – смята се, че главният готвач на Луи XIV – Франсоа Вател, се е самоубил, понеже не могъл да приеме срама от закъснението на поръчката за приготвените от него рибни деликатеси.
- 1673 – известният френски творец Молиер умира след пристъп на кашлица, докато играе главната роля в своята комедия Le Malade imaginaire („Мнимият болен“).
- 1687 – композиторът Жан-Батист Люли умира от гангрена на пръст на крака. Той я получава, след като пробожда пръста си с дървена пръчка, докато оркестрира тържествен концерт по случай оздравяването на краля след болест. По това време вместо диригентска палка се е използвала пръчка, с която се е тропало по земята.

## Ново време
- 1751 – Жулиен Офрей дьо Ла Метри, френски физик, писател и философ, умира от преяждане на банкет в негова чест.
- 1753 – проф. Георг Вилхелм Рихман, руски физик от Санкт Петербург, бива ударен от рядка кълбовидна мълния, докато наблюдава буря. Рихман е първият изследовател на електричеството в Русия.
- 1771 – шведският крал Адолф Фредрик умира от храносмилателни проблеми на 12 февруари, след като изяжда огромна порция омари, хайвер, зауеркраут (вид зеле), пушена херинга, към която той изпил голямо количество шампанско, а после изял 14 семли, накиснати в горещо мляко.